# والوز
والوز (انگلیسی: Wallows) یک گروه موسیقی راک آمریکایی واقع در لس آنجلس است که اعضای آن بریدن لماسترز، دیلن مینت و کول پترسون است. آنها در آوریل ۲۰۱۷ اولین ترانه‌شان با نام Pleaser را منتشر کردند که در چارت ترانه‌های با رشد سریع در اسپاتیفای به رتبه دو رسید. در سال ۲۰۱۸ والوز قراردادی با آتلانتیک رکوردز امضا کرد و در سال ۲۰۱۹ اولین آلبوم استودیی والوز با نام چیزی نمیشه را منتشر شد.